# Tállya
Tállya è un comune dell'Ungheria di 2.151 abitanti (dati 2001) . È situato nella contea di Borsod-Abaúj-Zemplén a 45 km dal capoluogo Miskolc nel distretto del vino di Tokaj-Hegyalja.

## Storia
L'area è abitata fin dall'antichità. Il comune è menzionato per la prima volta in un documento nel secolo XIII, quando la zona è abitata dai Valloni che iniziarono la viticoltura. Il nome del paese deriva probabilmente dal francese "taille" che significa "tagliare" riferendosi alla foresta presente nella zona prima che furono impiantate le vigne.
Da un documento del 1272 risulta che dopo l'invasione dei Mongoli 1241 arrivarono coloni italiani.
Sono ancora visibili le rovine di un castello costruito in questo periodo e successivamente distrutto.
Nel 1584 il pastore protestante Gáspár Károli tradusse per la prima volta la Bibbia in ungherese. Nel secolo XVII è menzionata come città circondata da mura e il Re Ferdinando II concesse il diritto di avere il mercato e l'esenzione dalle tasse per i cittadini.
Il successivo rapido sviluppo della città nel periodo seguente (4.388 abitanti nel 1780 è dovuto allo sviluppo della viticoltura. Infatti chiunque impiantava una vigna era esente da tasse per 12 anni.
Nel 1896 perse lo status di città e una miniera fu aperta nella zona.
Fu occupata dalle truppe sovietiche alla fine della Seconda guerra mondiale